# Іванців Володимир Опанасович
Іванців Володимир Опанасович (псевдонім — Іван Ковзубан; 30.10.1936, м. Біла Церква Київська обл. — 10.07.2019, м. Біла Церква Київська обл.) — поет, перекладач, літературний критик. Член НСПУ (1995), Київська обласна організація НСПУ (2003).

## З біографії
Іванців Володимир Опанасович народився 30 жовтня 1936 р. у місті Біла Церква в родині декласованого священника, який зазнав комуністичних репресій.
Батько, Опанас Іванович 1897 р.н., за походженням із селян с. Черепівка колишньої Подільської губернії (нині Хмельницька область). Працював на залізниці, потім займався сільським господарством, працював секретарем сільської ради та у сільськогосподарському кооперативі. Наприкінці 20-х років ХХ століття став псаломщиком. 1929 року був хіротонізований на священника. У 1935 р. змушений переїхати до Білої Церкви, де до війни працював муляром на Військбуді. З 1941 р. і до глибокої старості служив у храмах Білоцерківщини.
Мати, Ганна Савівна 1912 р.н., походила з селян с. Малинівці Хмельницької області.
Володимир Іванців з 1944 р. до 1950 р. навчався в Білоцерківській семирічній школі №12, а з 1950 р. до 1953 р. ― у середній школі №9.
1954-го року став студентом Київського політехнічного інституту, металургійного факультету за спеціальністю «Інженер-металург з лиття чорних і кольорових металів».
Закінчив металургійний ф-т Київського політехнічного інституту (1959), ф-т журналістики Київського державного університету (1966). Працював на підприємстві «Білоцерківсільмаш» (1959—2001): від 1986 — редактор багатотиражної газети «Машинобудівник». Керівник літературної студії «Заспів» (від 1991).
Засновник видавництва «Альманах „Біла Церква“» (1995), у якому надруковано український переклад невідомого автора повісті «Тарас Бульба» М. Гоголя (1997). Як поет дебютував віршем «Юність мого покоління» у районній газеті «Ленінський шлях» (1960, 5 березня). Автор збірника-есе і літературно-критичних статті «Подолання синдрому Гоголя» (Біла Церква, 2006). Упорядник книги спогадів «Голокіст» (К., 1992), літературної антології «„Заспів“ на Пороссі» (2001), матеріалів науково-практичної конференції «Голод 1932–33 рр. — найбільша трагедія України» (2003), збірник літературної спадщини гетьмана Івана Мазепи «През шаблю маєм права» (2004; усі — Біла Церква). У перекладі з болгарської мови вийшли друком твори «Подорожній, що несе іскру» К. Янева (К., 1985), з білоруської — «Вінок» М. Богдановича (Біла Церква, 1996). Видав збірник власних перекладів «Український знаменник» (К., 2009).
«Голодомор у Білій Церкві» (К.- Б. Ц., ВЦ Просвіта — видавець О. Пшонківський, 2008, упорядник В.Іванців)
«Автограф кохання» і «Окраєць часу» (2011).
«Кобзар білоцерківський» (К.2014)
«Відкритим текстом» (БЦ.2014)
«Поглянь на себе у своїй сльозі» (2016)
Лауреат міської літературно-мистецька премія імені І. С. Нечуя-Левицького 2003 року
В 2016 році в Білій Церкві започатковано конкурс читців поезії видатного просвітянина Володимира Іванціва.

## Вшанування пам'яті
- 28 липня 2022 року у місті Біла Церква вулицю Чкалова перейменували на вулицю Володимира Іванціва.

## Твори
- Русява Рось: Поезії. К., 1967;
- Вернутися дощем: Поезії. К., 1993;
- Знаки злодіяки: Сатира та гумор. Біла Церква, 1995;
- Український терпець: Сатира та гумор. Біла Церква, 2004;
- Трички-брички: Вірші для дошкільнят. Біла Церква, 2006;
- Івангеліє від Іванціва: Сатира та гумор. К., 2007.
- Подолання синдрому Гоголя: статті. Біла Церква, Альманах «Біла Церква», 2006, 224 с.
- Український знаменник, К.-БЦ., ВЦ «Просвіта», 2009, 112 с.
- У часі Руху в просторі Просвіти» (у співавторстві з А. Бондарем), Біла Церква, ВЦ «Просвіта» – Альманах «Біла Церква», 2010, 192 с.
- Окраєць часу», К.-БЦ., ТОВ «Євшан-зілля» – Альманах «Біла  Церква», 2011, 100 с.
- Автограф кохання, К.-БЦ., ВЦ «Просвіта» – Альманах «Біла Церква», 2011, 80 с.
- АБЦадло кримінальне, К.-БЦ., ВЦ «Просвіта» – Альманах «Біла Церква», 2012, 64 с.
- Відкритим текстом, БЦ., ТОВ «Білоцерківдрук», 2014, 160 с.
- Поглянь на себе у своїй сльозі, БЦ., ТОВ «Час змін Інформ», 2016, 128 с.
- Химині кури, Біла Церква, ТОВ «Час змін Інформ», 2017, 108 с.
- Смак води, Біла Церква, ТОВ "Час Змін Інформ", 2019, 508 с.